# A Change Would Do You Good
«A Change Would Do You Good» es el cuarto sencillo del álbum homónimo de 1996 de la cantautora estadounidense Sheryl Crow. La canción utiliza una serie de letras sin sentido para describir lo que uno debería cambiar en la vida. Se convirtió en el tercer sencillo de Crow entre los cinco primeros del álbum en Canadá, donde alcanzó el número dos y alcanzó el puesto número ocho en el Reino Unido.

## Trasfondo y letras
En una entrevista con Songfacts, el guitarrista Jeff Trott reveló que «A Change Would Do You Good» se escribió en Nueva Orleans durante una estadía de seis meses con los coautores Sheryl Crow y Brian MacLeod. El grupo decidió crear una canción buscando inspiración en la música soul clásica, específicamente de Staple Singers y Mavis Staples. Eventualmente, al trío se le ocurrieron tantas ideas para las letras que recurrieron a sacarlas de un sombrero, juntando líneas similares para que tuvieran sentido.
La letra de la canción es en su mayoría abstracta, pero funcionan juntas para resaltar lo que uno necesita cambiar en la vida. Cada verso también tiene un significado. Según Trott, el primer verso trata sobre el productor musical Bill Bottrell, quien se fue en medio de la producción del álbum, lo que enfureció a Crow. Trott admitió que aunque las letras eran despectivas, eran más divertidas que duras. El segundo verso se inspiró en Madonna, que había comenzado a atenuar su imagen sexual durante la concepción de la canción, así como en algunas otras personas que no fueron nombradas. Crow decidió hacer el verso final sobre sí misma, pero tuvo que convencer a Trott y MacLeod para que lo hicieran.

## Recepción de la crítica
Larry Flick de Billboard escribió: «La colección homónima actual de Sheryl Crow demuestra estar hasta la rodilla en sólidas entradas de radio. El tercer sencillo del conjunto es otro contagioso toque de los pies que tiene la vibra divertida de una fogata de campamento cantando junto, pero con la tipo de letras mordaces e inteligentes que han elevado a Crow millas por encima del exceso actual de mujeres que lanzan guitarras. No hay duda de que los programadores de pop y rock convencional harán todo lo posible para poner a este ganador en el aire lo antes posible». Un crítico de Music Week calificó la canción con tres de cinco, afirmando que «Crow está en un territorio familiar de country-lite». David Sinclair de The Times lo describió como un «típico chug de medio tiempo pronunciado con su acento duro pero sexy».

## Videos musicales
Se filmaron varias versiones de un video musical. El primer video, dirigido por Crow y Lance Acord, muestra a Crow de pie en medio de Gay Street en la ciudad de Nueva York tocando una guitarra mientras un segundo Crow arroja sus posesiones (y eventualmente a sí misma) por la ventana de un edificio de apartamentos. Este video aparece en el DVD The Very Best of Sheryl Crow y fue filmado en blanco y negro.
El segundo video, dirigido por Michel Gondry, muestra a Crow similar al personaje de Samantha Stephens de la comedia de televisión de fantasía Bewitched. Cambia la vida de los personajes, como un taxista y un cantante adolescente de una banda de garaje. Los invitados notables incluyen a Mary Lynn Rajskub, Heather Matarazzo, Jeff Garlin, Ellen DeGeneres, Molly Shannon, Andy Dick y Toby Huss. Este video aparece en la compilación de DVD Michel Gondry 2: More Videos (Before and After DVD 1). Este video recibió una reacción negativa de los críticos debido al demasiado diálogo durante la canción y fue "burlado" por TV Guide. El video fue reeditado más tarde con menos diálogo.
El video final está tomado de una presentación en vivo de VH1.

## Lista de canciones
- UK CD1 and Australasian CD single[5][6]

1. "A Change Would Do You Good"
2. "Hard to Make a Stand" (live from Shepherd's Bush Empire)
3. "On the Outside" (live from Shepherd's Bush Empire)
4. "A Change Would Do You Good" (live from Shepherd's Bush Empire)

- UK CD2[7]

1. "A Change Would Do You Good"
2. "Everyday Is a Winding Road" (live from Shepherd's Bush Empire)
3. "Can't Cry Anymore" (live from Shepherd's Bush Empire)
4. "Leaving Las Vegas" (live from Shepherd's Bush Empire)

- UK CD3[8]

1. "A Change Would Do You Good"
2. "Everyday Is a Winding Road"
3. "If It Makes You Happy"
4. "Hard to Make a Stand"

- European CD single[9]

1. "A Change Would Do You Good" (LP version) – 3:50
2. "Hard to Make a Stand" (live from Shepherd's Bush Empire) – 4:23